# Der Mensch am Wege
Pour plus de détails, voir Fiche technique et Distribution.
Der Mensch am Wege est un film allemand réalisé par William Dieterle, sorti en 1923.

## Synopsis
Un cordonnier et sa femme deviennent parents d'une petite fille mais personne dans le village ne veut se charger du parrainage. Le propriétaire du domaine refuse également tout soutien et c'est alors que le cordonnier fait la connaissance de Michael, qui passe par le village au cours de ses pérégrinations. Celui-ci se déclare prêt à être le parrain de la petite fille. Michael reste au village et vit dans la famille du cordonnier. Lorsque le propriétaire meurt, la rumeur se répand que le cordonnier l'a tué en l'empoisonnant. Mais avec l'aide de Michael, son innocence est finalement prouvée.

## Fiche technique
- Titre : Der Mensch am Wege
- Réalisation : William Dieterle
- Scénario : William Dieterle d'après Léon Tolstoï
- Photographie : Willy Hameister
- Pays d'origine : République de Weimar
- Format : Noir et blanc - 1,33:1 - Film muet
- Date de sortie : 1923

## Distribution
- Alexander Granach : le cordonnier
- Emilia Unda : la femme du cordonnier
- William Dieterle : Michael
- Heinrich George : Gutsbesitzer
- Wilhelm Völcker : Kutscher
- Sophie Pagay : Krämersfrau
- Marlene Dietrich : Krämerstochter
- Wilhelm Diegelmann : Wirt
- Ludwig Rex : Aufseher
- Fritz Rasp : Farmhand
- Gerhard Bienert
- Fritz Kampers
- Hermine Körner
- Lotte Stein
- Max Nemetz